# Lepidophyllum pleuronectini
Lepidophyllum pleuronectini är en plattmaskart. Lepidophyllum pleuronectini ingår i släktet Lepidophyllum och familjen Steganodermatidae. Inga underarter finns listade i Catalogue of Life.